# Lycée Jean Renoir

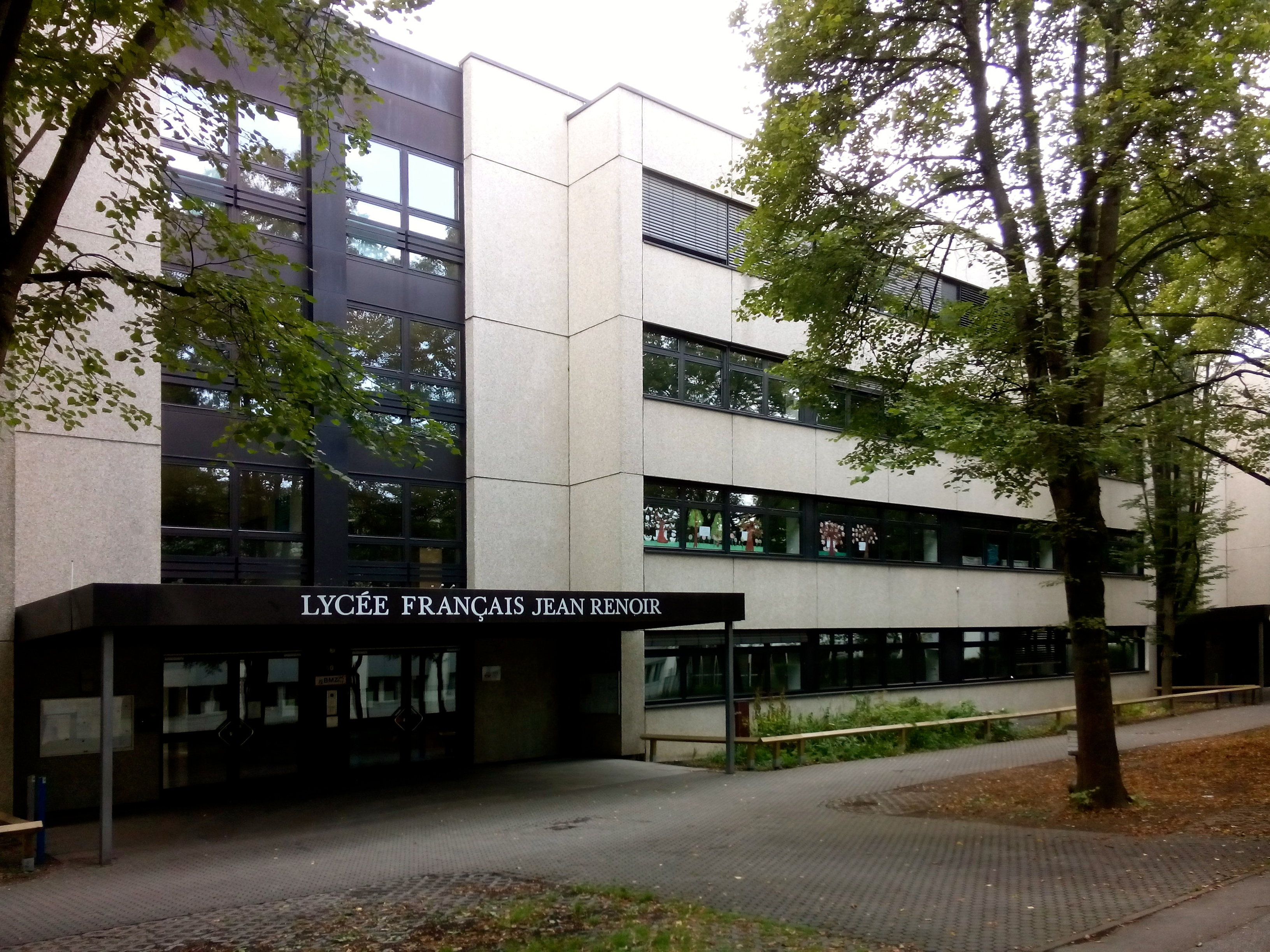
Kindergarten und Grundschule des Lycée Jean Renoir

Das Lycée Jean Renoir ist eine französische Schule in München, die Gymnasiasten im Alter von 11 bis 18 Jahre unterrichtet. Dazu gehören außerdem eine Grundschule (primaire) und ein Kindergarten (maternelle). Sie ist die größte französische Lehranstalt in Deutschland und untersteht der französischen Behörde „Agence pour l'enseignement français à l'étranger“. 

## Geschichte
Im Zuge einer Elterninitiative wurde die Schule 1953 in München im dortigen französischen Institut gegründet. Benannt ist sie nach dem französischen Filmregisseur Jean Renoir. 1965 zog sie in die Oettingenstraße um. 1976 wurde die Grundschule als zweisprachige „Ersatzschule“ vom bayerischen Staat anerkannt. Das Gymnasium-Collège und das Gymnasium-Lycée sind Ergänzungsschulen. 1970 folgte ein erneuter Umzug in eine Villa im Stadtteil Bogenhausen. Damals zählte die Lehranstalt 165 Schüler. 
1977 wurde die Schule in die Berlepschstraße 3, Nähe Harras verlegt und hat seitdem dort ihren festen Sitz. Bei dem Umzug betrug die Anzahl der Schüler 380, 2006 waren es 1.200. Im Schuljahr 2007/08 wurden der Kindergarten und die Grundschule nach Giesing in die Ungsteinerstraße 50 verlegt, der Hauptsitz blieb aber in Sendling. 
Der Unterricht verläuft nach den Lehrplänen des französischen Bildungsministeriums. Es wurden jedoch einige notwendige Änderungen vorgenommen, um den Unterricht der deutschen Kultur und Sprache anzupassen. Im Schuljahr 2023/24 kostete der Besuch der Schule je nach Altersstufe zwischen 4680 und  7340 Euro.

## Gebäude
Das Lycée Jean Renoir besteht aus zwei verschiedenen Schulgebäuden. Das eine befindet sich im Münchner Stadtteil Giesing in der Ungsteinerstraße 50 und beherbergt den Kindergarten und die Grundschule (École maternelle und École élémentaire). Das Gebäude hat 4 Stockwerke, einen Keller, einen Schulhof und eine Sportanlage. 
Der zweite Bau, das eigentliche Hauptgebäude (mit Leitung und Verwaltung), liegt in der Berlepschstraße 3 im Münchner Stadtteil Sendling und ist für das Gymnasium (Collège und Lycée) gedacht. Es besteht ebenfalls aus 4 Stockwerken, einem Keller und einem Schulhof.

## Lehrplan

### Kindergarten (École maternelle)
- 1. Niveau (Petite Section) (3-Jährige)
- 2. Niveau (Moyenne Section) (4-Jährige)
- 3. Niveau (Grande Section) (5-Jährige)

### Grundschule (École élémentaire)
- 1. Klasse (CP) (6/7-Jährige)
- 2. Klasse (CE1) (7/8-Jährige)
- 3. Klasse (CE2) (8/9-Jährige)
- 4. Klasse (CM1) (9/10-Jährige)
- 5. Klasse (CM2) (10/11-Jährige)

Bis zur 4. Klasse (CM1) werden die Fächer Deutsch und Heimat- und Sachunterricht nach dem bayerischen Lehrplan in deutscher Sprache unterrichtet, die weiteren Fächer in französischer. Zwei Drittel der Unterrichtsstunden sind somit in französischer Sprache, ein Drittel in deutscher.

### Gymnasium (Collège/Lycée)
Collège
- 6. Klasse (6ème) (11/12-Jährige)
- 7. Klasse (5ème) (12/13-Jährige)
- 8. Klasse (4ème) (13/14-Jährige)
- 9. Klasse (3ème) (14/15-Jährige)

Von der 5. bis zur 9. Klasse (CM2 bis 3ème) wird nur noch Deutsch nach dem bayrischen Lehrplan unterrichtet, die anderen Fächer wie Mathematik, Geschichte, Erdkunde, Chemie, Physik, Sport, Französisch, Kunst und Latein sind in französischer Sprache und werden nach dem französischen Lehrplan gelehrt. In der 6. Stufe kommt als erste Fremdsprache Englisch hinzu und ab der 7. stoßen die Schüler auf Latein, Physik und Chemie. Spanisch wird erst in der 8. Klasse unterrichtet. 
Am Ende der 9. Stufe müssen die Schüler eine Abschlussprüfung (Diplôme National du Brevet) bestehen, um vom Collège in das Lycée überzutreten. Dies ist in allen französischen Lehranstalten der Fall. Man kann die Schule mit dem Diplôme national du brevet verlassen, die französische Schulpflicht ist damit erfüllt, das ist jedoch der niedrigste Schulabschluss.
Lycée
- 10. Klasse (seconde) (15/16-Jährige)
- 11. Klasse (première) (16/17-Jährige)
- 12. Klasse (terminale) (17/18-Jährige)

In der 12. Klasse (terminale) kommt als Unterrichtsfach Philosophie hinzu. Als Abschluss kann entweder das französische Baccalauréat oder das AbiBac gewählt werden, das das französische Baccalauréat und das deutsche Abitur kombiniert und in beiden Ländern den Universitätszugang ohne weitere Sprach- oder sonstige Prüfungen erlaubt. Das Baccalauréat wird in allen drei Fachrichtungen Literatur und Philosophie (Bac L – littéraire), Naturwissenschaft (Bac S – scientifique) und sozialen Wissenschaften (Bac ES – économique et social) angeboten. Seit 2013 existiert eine section européenne (europäisches Abteil/Sektion o.äh.), die auf der Kombination der englischen Sprache mit Biologie, Erdkunde und Physik basiert, und den Schülern einen Vorteil bei den Studentenauswahlen in Universitäten bringen soll.